# Test Andersona-Darlinga
Test Andersona-Darlinga – jeden z testów statystycznych zgodności rozkładu z zadanym rozkładem wzorcowym. Zwykle stosuje się go do sprawdzenia zgodności z rozkładem normalnym. Jest modyfikacją testu Craméra-von Misesa dokonaną w celu poprawy jego czułości w „ogonach” testowanego rozkładu.

## Statystyka Andersona-Darlinga
{\displaystyle A^{2}=n\int \limits _{-\infty }^{+\infty }{\frac {(F_{n}(x)-F(x))^{2}}{F(x)(1-F(x))}}dF(x),}
gdzie:
{\displaystyle F_{n}(x)} – dystrybuanta empiryczna,
{\displaystyle F(x)} – dystrybuanta rozkładu wzorcowego,
{\displaystyle n} – liczność próby.
Jest to zatem wersja testu Craméra-von Misesa ważona czynnikiem {\displaystyle {\tfrac {1}{F(x)(1-F(x))}}.}
Zwykle do obliczeń używany jest prostszy wzór:
{\displaystyle A^{2}=-n-{\frac {1}{n}}\sum \limits _{i=1}^{n}\left((2i-1)\ln F(X_{(i)})+(2n+1-2i)\ln(1-F(X_{(i)}))\right)}
lub (inna wersja):
{\displaystyle A^{2}=-n-\sum _{i=1}^{n}{\frac {2i-1}{n}}\left[\ln F(X_{(i)})+\ln \left(1-F(X_{(n+1-i)})\right)\right],}
gdzie:
{\displaystyle X_{(i)}} – {\displaystyle i}-ta zaobserwowana wartość w próbie uporządkowanej rosnąco,
{\displaystyle F(x)} – dystrybuanta rozkładu wzorcowego,
{\displaystyle n} – liczność próby.
Dla rozkładu normalnego stosuje się czasem poprawkę na wielkość próby:
{\displaystyle A^{2\star }=A^{2}\left(1+{\frac {0{,}75}{n}}+{\frac {2{,}25}{n^{2}}}\right).}
Dla rozkładu normalnego, gdy {\displaystyle A^{2\star }} przekracza 0,752, to hipoteza o normalności rozkładu w populacji jest odrzucana na poziomie 5%. Dla innych rozkładów test także może być stosowany, ale ma inne wartości krytyczne.